# FC Tres Algarrobos
Fútbol Club Tres Algarrobos – argentyński klub piłkarski z siedzibą w mieście Tres Algarrobos, leżącym w prowincji Buenos Aires.

## Osiągnięcia
- Mistrz regionalnej ligi Liga de Fútbol del Oeste (7): 1984, 1985, 1987, 1989, 1990, 1996, 2005

## Historia
Klub założony został 20 maja 1923 roku i gra obecnie w czwartej lidze argentyńskiej Torneo Argentino B.